# Bernard Feld
Bernard Taub Feld (* 21. Dezember 1919 in Brooklyn; † 19. Februar 1993 ebenda) war ein US-amerikanischer Physiker.
Feld studierte am City College of New York mit dem Bachelor-Abschluss 1939. Die Fortsetzung des Studiums an der Columbia University (bei Enrico Fermi, dessen Lehrassistent er war, und I. I. Rabi)  wurde durch die Arbeit im Manhattan Project im Zweiten Weltkrieg unter Enrico Fermi unterbrochen. Er assistierte Fermi und Leo Szilard beim Bau des ersten Reaktors in Chicago und war ab 1943 am Oak Ridge National Laboratory (Reaktoren und Trennungsanlagen für die Plutoniumerzeugung) und danach in Los Alamos, wo er an der Plutoniumbombe mitwirkte. Nach dem Krieg setzte er sein Studium fort und wurde 1945 an der Columbia University bei Willis Lamb promoviert.
Ab 1946 war er am Massachusetts Institute of Technology (MIT), zunächst als Instructor, dann ab 1948 Assistant  Professor, ab 1952 Associate Professor. Feld war von 1955 bis zu seiner Emeritierung 1990 Professor am MIT. Von 1975 bis 1980 war er Direktor des dortigen Laboratory of Nuclear Science.
Er setzte sich schon 1946 für nukleare Abrüstung ein (Lobbyarbeit in Washington was zur Gründung der zivilen Atomic Energy Agency führte), war Präsident der Albert Einstein Peace Prize Foundation, Herausgeber des Bulletin of the Atomic Scientists und leitete 1963 bis 1973 das amerikanische Komitee für die Pugwash-Konferenzen und 1973 bis 1978 das internationale Komitee. Nach eigenen Worten war seine Beteiligung an der Entwicklung der Bombe eine Ursünde, der er den Rest seines Lebens gegenarbeiten wollte (Having been involved in the original sin, I’ve spent the rest of my life trying to atone for it).
Er befasste sich mit experimenteller Hochenergiephysik und an der Entwicklung des Cambridge Electron Accelerator (betrieben vom MIT und Harvard). In den 1940er Jahren und frühen 1950er Jahren veröffentlichte er Ergebnisse aus dem Manhattan Project zur Neutronenphysik und in den 1950er Jahren unter anderem zur  Photodesintegration des Deuterons und Mesonenproduktion mit Photonen sowie Experimenten zur Paritätsverletzung.
Er war Gastwissenschaftler am CERN, an der Universität Rom, an der École polytechnique, am Kernforschungszentrum in Saclay und am Imperial College London.
1975 erhielt er den Leo Szilard Lectureship Award. Er war Guggenheim Fellow. Feld war Vizepräsident der Federation of American Scientists.
Er war einer der Herausgeber der Annals of Physics und beriet den Verlag Blaisdell in der Sparte Physik. Er war Ko-Direktor des Programms Science and Technology for International Security am MIT. Er war Fellow der American Physical Society, der American Academy of Arts and Sciences (1956) und der American Association for the Advancement of Science.

## Schriften
- Neutron Physics, Experimental Nuclear Physics II, Wiley 1954
- Models of Elementary Particles, Blaisdell 1969
- Herausgeber mit T. Greenwood, G. W. Rathjens, S. Weinberg: Impact of New Technologies on the Arms Race, Proc. 10. Pughwash Conf., MIT Press 1971
- Herausgeber mit Kosta Tsipis, A. H. Cahn: The Future of the Sea-Based. Deterrent, MIT Press 1973
- A Voice Crying in the Wilderness: Essays on Science and World Affairs, Pergamon Press 1979

Einige Aufsätze:
- On the inelastic scattering of fast neutrons Physical Review, Band 75, 1949, S. 1115–1123
- Mesons and the structure of nucleons. Part II. The nucleon isobar and pion dynamics, Annals of Physics, Band 4, 1958, S. 189–232.
- mit G. Costa: Mesons and the structure of nucleons. Part III. Pion-nucleon scattering, Annals of Physics, Band 9, 1960, S. 354–372.
- mit G. Costa: Mesons and the structure of nucleons. Part IV. The nucleon-nucleon potential, Annals of Physics, Band 18, 1962, S. 47–64.
- Photon interactions in the BeV energy range, Physics Today, September 1963
- Nuclear proliferation - thirty years after Hiroshima, Physics Today, Band 28, Juli 1975, S. 23–29.
- mit G. Bekefi, J. Parmentola, K. Tsipis: Particle beam weapons. A technical assessment,  Nature, Band 284, 1980, S. 219–225.